# Phyllanthus pireyi
Phyllanthus pireyi är en emblikaväxtart som beskrevs av Lucien Beille. Phyllanthus pireyi ingår i släktet Phyllanthus och familjen emblikaväxter.
Artens utbredningsområde är Vietnam. Inga underarter finns listade i Catalogue of Life.